# Новена (район)
Новена (англ. Novena, кит. 诺维娜 / 諾維娜, малайск. Novena, там. நொவீணா) — район в центральном регионе Сингапура.

## Название и история
Район, автотрасса Джалан Новена Барат (официальное название — (North South MRT Line), здания Новена Вилль (Novena Ville) и Новена Гарденс (Novena Gardens), а также станция сингапурского метро «Новена» (Novena MRT Station) в этом районе названы по имени католической церкви Новены, которая была основана здесь в 1950 году католическими монахами из монашеской конгрегации редемптористов. В 1948 году монахи купили здание в центральном округе Сингапура и переоборудовали его в католический храм. В 1951 году монахи начали в этой церкви особое католическое богослужение, которое стало популярным среди сингапурских католиков. Постепенно близлежащий район стал называться по имени этой церкви.

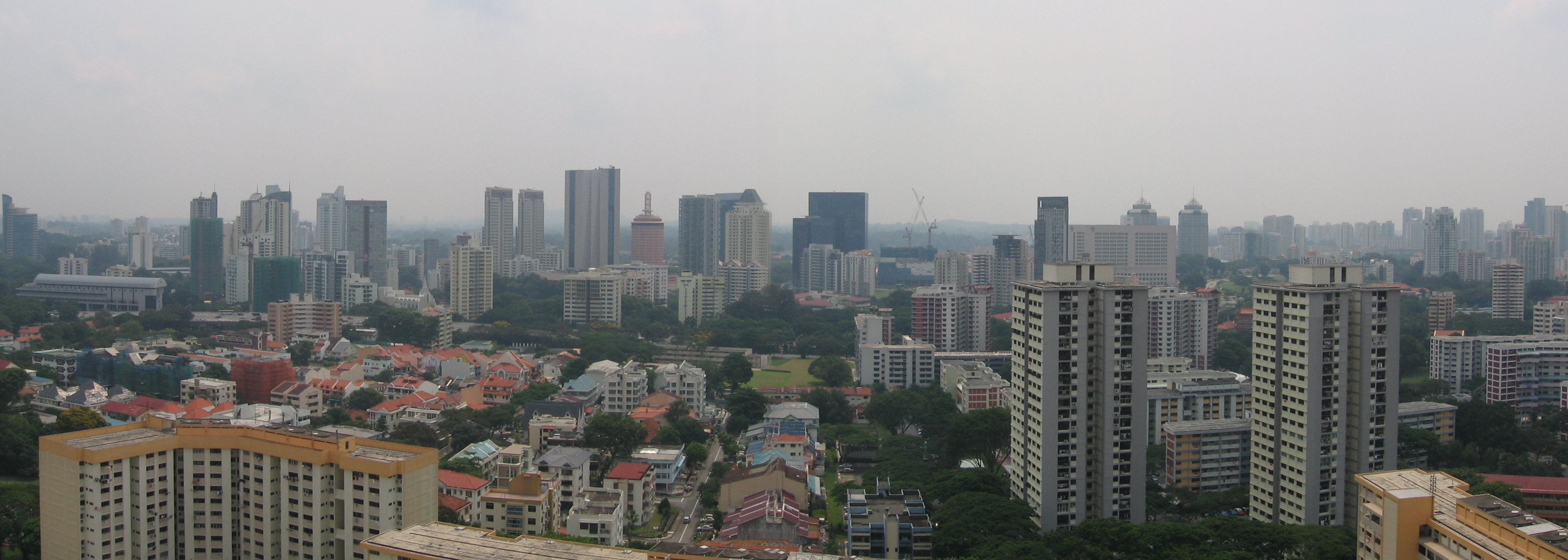
Панорама района Новена, Сингапур

## Источник
- Victor R Savage, Brenda S A Yeoh (2003), Toponymics — A Study of Singapore Street Names, Eastern Universities Press, ISBN 981-210-205-1